# Волшебное приключение Эвы
«Волшебное приключение Эвы» (англ. Ava's Magical Adventure) — кинофильм. Экранизация произведения «Похищение белого слона» (The Stolen White Elephant) Марка Твена.

## Сюжет
Эва — двухтонный цирковой слон. Директор находящегося на грани банкротства цирка, мистер Слэйтон, хочет поправить свои дела. Отравив слона он сможет получить страховку в один миллион долларов. Но десятилетняя девочка Эдди, прознавшая о планах директора, пытается помешать ему в осуществлении этого жестокого плана и спасти жизнь слону, которого считает своим другом.

## В ролях
- Кей Бэллард — Леона
- Присцилла Барнс — Сара
- Тимоти Боттомс — Слэйтон
- Джорж Стэнфорд Браун — Клэйтон
- Патрик Демпси — Джефри
- Реми Райан — Эдди
- Мэри Ли Тром — шериф